# Николаев, Ипполит Владимирович
Ипполи́т Влади́мирович Никола́ев (23 мая 1870 — не ранее 1937) — русский архитектор и педагог, работал преимущественно в Киеве.

## Биография
Родился в 1870 году в Санкт-Петербурге. Первый сын архитектора В. Н. Николаева. Учился в Императорской Академии художеств, окончил обучение в декабре 1892 года, удостоен малой и большой серебряных медалей. В мае 1893 года назначен городским архитектором Киева; фактически начал исполнять эти обязанности ещё будучи студентом, в 1892 году, из-за тяжелой болезни предшествующего городского архитектора А-Ф. К. Геккера. Курировал частную застройку в некоторых районах Киева, составлял проекты и осуществлял постройки по поручениям Городской думы. В частности, разрабатывал эскизы украшений города по случаю визита царской семьи в 1911 году. Был членом строительной комиссии по сооружению комплекса Политехнического института.
Занимался педагогической деятельностью. Преподавал в Киевском художественном училище. В 1896—1897 годах служил архитектором Фундуклеевской женской гимназии. С 1904 года руководил архитектурным проектированием и черчением в Политехническом институте. В 1913 году подготовил сборник нормативных документов для строительства в Киеве.
Был женат на датской подданной Елизавете (Эльзе) Генриксен. Уехав в ноябре 1917 года на родину жены, оказался отрезанным от Украины последующими событиями. В дальнейшем остался в Дании, содержал фотографическое заведение. Последнее имеющееся сообщение об Ипполите Николаеве (его письмо брату Леониду) датировано концом 1937 года.

## Награды
За время службы И. В. Николаев был награждён орденами Святого Станислава 3-й  степени (1909) и Святой Анны 3-й степени. Вследствие сотрудничества со скульптором-итальянцем Э. Ксименесом при сооружении памятника Александру II в Киеве удостоен ордена Короны Италии.

## Творчество
На раннем этапе своего творческого пути И. В. Николаев находился под очевидным влиянием отца. Особенно отчетливо это проявилось в единственной возведенной им православной сакральной постройке, декорированной в «русском стиле». Для жилых и общественных построек применял главным образом формы неоренессанса и «кирпичного стиля». В начале XX века Николаев-младший проявлял бо́льшую свободу и разнообразие творческих приемов. Освоил формы модернизированных неостилей.

### Отдельные реализованные проекты в Киеве

#### Городские общественные постройки
- Корпуса Александровской городской больницы (ул. Шелковичная, 39/1): родильный дом, 1893—1894 годы (проект при участии А. К. Геккера; здание надстроено, теперь отоларингологический центр); взрослый инфекционный корпус, 1897—1900 годы (в 2000-е — 2010-е годы на реконструкции); детский инфекционный корпус, 1900 год (впоследствии больничная аптека); мужской терапевтический и хирургический корпус, 1914—1917 годы (строительство при участии городского инженера С. Г. Смирнова, впоследствии надстроен, ныне урологический центр).
- Городское начальное училище имени В. А. Жуковского, 1902—1904 годы (ул. Лукьяновская, 62; здание реконструировано, теперь центральный офис ГАИ).
- Городское начальное училище имени Н. В. Гоголя, 1902—1904 годы (ул. Предславинская, 30-а; ныне школа-гимназия № 56).
- Здание Лукьяновского полицейского участка, 1902 год (ул. Артема, 91; теперь административное помещение).
- Здание Бульварного полицейского участка, 1909 год (ул. Жилянская; не сохранилось).
- Городская санитарная станция со службами, 1905—1909 годы (угол ул. Юрия Коцюбинского и Некрасовской; здание надстроено).
- Городская внутренняя таможня, 1910—1911 годы (ул. Жилянская; в настоящее время корпус завода «Транссигнал»).
- 2-й городской театр, 1911—1912 годы (Петровская аллея; капитальное театральное здание рядом с развлекательным комплексом «Шато-де-Флер», сгорело в 1920 г.).

#### Сакральные постройки
- Покровская церковь на Соломенке. Храм для окраинной местности Киева, выстроенный по инициативе Городской думы в память митрополита Платона (Городецкого), скончавшегося на Покров 1891 года. Проект был составлен Ипполитом Николаевым в «русском стиле» в 1893 году, строительство завершено в 1897 году. Впоследствии, в 1914 году, церковь была расширена с пристройкой колокольни по проекту К. И. Сроковского. В советское время завершения (главы и колокольня) были утрачены, ныне восстановлены.
- Синагога в усадьбе Я. Каплера, 1897 год (ул. Ярославская, 17; не сохранилась).

#### Жилые здания
- Доходный дом А. Терещенко, 1897 год (ул. Константиновская, 22/17; оформлен в «кирпичном стиле», позже принадлежал Я. Каплеру, в доме находилась гостиница «Сион»).
- Доходный дом Ф. Алёшина, 1899 год (ул. Богдана Хмельницкого, 36; оформлен в стилистике неоренессанса, впоследствии надстроен).
- Доходный комплекс А. Терещенко, 1900 год (четырехэтажный угловой корпус и трехэтажный флигель по ул. Нижний Вал, 37/20; оформлен в «кирпичном стиле»).
- Доходный дом А. Терещенко, 1902 год (ул. Чапаева, 2/16; оформлен в «кирпичном стиле»).
- Участие в строительстве многоэтажного доходного дома подрядчика Л. Гинзбурга — «небоскрёба Гинзбурга» по проекту А. Б. Минкуса и Ф. А. Троупянского, 1910—1912 годы (ул. Институтская, 16-18; здание не сохранилось).
- Доходный дом Бендерских, 1914 год (ул. Красноармейская, 26; оформлен в стилистике модернизированного ампира).

#### Монументы
- Архитектурная часть памятника Александру II, скульптор Э. Ксименес, 1911 год (Европейская пл.; памятник не сохранился).
- Архитектурная часть памятника П. А. Столыпину, скульптор Э. Ксименес, 1913 год (ул. Крещатик — на месте современного Майдана Независимости; памятник не сохранился).